# Чиннелла, Этторе
Этторе Чиннелла (итал. Ettore Cinnella; р. 4 мая 1947, Мильонико) — итальянский историк, исследователь истории Восточной Европы, советолог, автор ряда книг по истории России и СССР.

## Биография
Родился 4 мая 1947 года в Мильонико, провинция Матера, регион Базиликата в Италии.
Учился в Высшей нормальной школе в Пизt. В 1970 году окончил Пизанский университет; написал диссертацию «Первая дума в русской революции 1905 года» (итал. La prima Duma nella rivoluzione russa del 1905), получив стипендии, имел возможность проводить исследования за рубежом (Москва, Париж, Хельсинки).
Преподавал современную историю и историю Восточной Европы в университете Пизы. После падения коммунистического режима, часто бывал в Москве и работал в Центральном архиве партии (сегодня Российский государственный архив социально-политической истории, РДАСПИ). Писал эссе по истории России и современной истории, некоторые из них публиковались на французском, английском и немецком языках.
Две важные книги: «Трагедия русской революции (1917—1921)», изданная в Милане в 2000 году и переиздана несколько лет спустя в «Универсальной истории» Коррьере делла Сера под названием «Русская революция» (том 22), и «1905. Правдивая русская революция», опубликованная в издательстве Делла Порта (Пиза-Кальяри).

## Избранные работы
- «Маркс и перспективы русской революции» (Marx e le prospettive della rivoluzione russa, «Ривиста storica italiana» 1985);
- «Большевистская революция. Партия и общество в советской России» (La rivoluzione bolscevica. Partito e società nella Russia sovietica, Pacini Fazzi, Лукка, 1994);
- «Трагедия русской революции (1917—1921)» (La tragedia della rivoluzione russa (1917—1921), Luni editrice, Milano-Trento 2000);
- «Махно и украинская революция (1917—1921)» (Makhno et la révolution ukrainienne (1917—1921), Atelier de création libertaire, Lione 2003);
- «Украинская Голгофа 1932—1933 годов. В поисках правды» (Il Golgota ucraino del 1932—1933. Alla ricerca della verità, Postfazione a R. Conquest, Raccolto di dolore. Collettivizzazione sovietica e carestia terroristica, Liberal edizioni, Roma 2004);
- «Русская революция» (La rivoluzione russa, Volume 22 della Storia universale del «Corriere della sera», RCS Quotidiani Spa, Milano 2004);
- «1905. Правдивая русская революция» (1905. La vera rivoluzione russa, Della Porta Editori, Pisa-Cagliari 2008);
- «Кармине Крокко. Разбойник в большой истории» (Carmine Crocco. Un brigante nella grande storia, Della Porta Editori, Pisa-Cagliari 2010).
- «1917. Россия над пропастью» (1917. La Russia verso l’abisso, Della Porta Editori, Pisa-Cagliari 2012);
- «Другой Маркс» (L’Altro Marx, Della Porta Editori, Pisa-Cagliari 2014);
- Carmine Crocco. Un brigante nella grande storia, seconda edizione, pp. 272, Della Porta Editori, Pisa 2016.
- 1917. La Russia verso l’abisso, seconda edizione, pp. 474, Della Porta Editori, Pisa 2017.
- La rivoluzione russa in 100 date, pp. 137, Della Porta Editori, Pisa 2017.